# Karl Wilhelm Streubel
Karl Wilhelm Streubel (* 9. Juli 1816 in Leipzig; † 8. Dezember 1868 ebenda) war ein deutscher Chirurg und Hochschullehrer in Leipzig.

## Leben
Streubel studierte an der Universität Leipzig Medizin und wurde 1836 Mitglied des Corps Saxonia Leipzig. Zwischenzeitlich an der Georg-August-Universität Göttingen, wurde er 1840 in Leipzig zum Dr. med. promoviert. Anschließend unternahm er zwei Jahre lang wissenschaftliche Reisen mit längeren Aufenthalten in Berlin, Wien und Paris. 1843 ließ er sich als Arzt in Leipzig nieder. Im selben Jahr habilitierte er sich für Chirurgie. Er war Referent für Alexander Goeschens Jahresbericht über die Fortschritte der gesammten in- und ausländischen Medicin (1842–1845) und für Carl Christian Schmidts Jahrbücher der Medizin (1843–1868). In Leipzig war er ab 1845 Polizeiarzt (bis 1861) und Wundarzt am Georgenhospital (bis 1868). Seit 1847 Privatdozent und seit 1852 a.o. Professor, war er 1858–1862 mit Karl Gottlob Francke und Benno Gottlob Schmidt Vorsteher der chirurgischen Poliklinik der Universität Leipzig. Als Feldarzt der Sächsischen Armee nahm er 1866 am Deutschen Krieg teil. Er war Vorstand im Ärztlichen Bezirksverein Leipzig und Direktor der Medizinischen Gesellschaft zu Leipzig (1861–1868). Mit 52 Jahren erlag er einer wohl kriegsbedingten Lungengangrän.

## Werke
- mit Pierre-Louis Alphée Cazenave und Johann Karl Wilhelm Walther: Die Syphiliden oder venerischen Krankheiten der Haut mit einer Einleitung über die Syphilis im Allgemeinen, deren Ursprung, Natur u.s.w. Leipzig 1847.
- Die Sittenverderbnis unserer Zeit und ihre Opfer in ihren Beziehungen zum Staate, zur Familie und Moral, Leipzig 1854.
- mit Gustav Biedermann Günther und Friedrich Philipp Ritterich: Die Elementar- und die allgemeinen Operationen, 1859.
- mit Gustav Biedermann Günther und Friedrich Philipp Ritterich: Die Operationen am Thorax, 1861.
- Über den Mechanismus der Verrenkung der Kniescheibe. Leipzig 1866.
- Über die Scheinreduction bei Hernien und insbesondere bei eingeklemmten Hernien.